# ВІК-NO!
«ВІК-NO!»— щомісячне видання Полтавського національного педагогічного університету імені В. Г. Короленка, що виходило з 2006 по 2011 рр.

## Історія створення

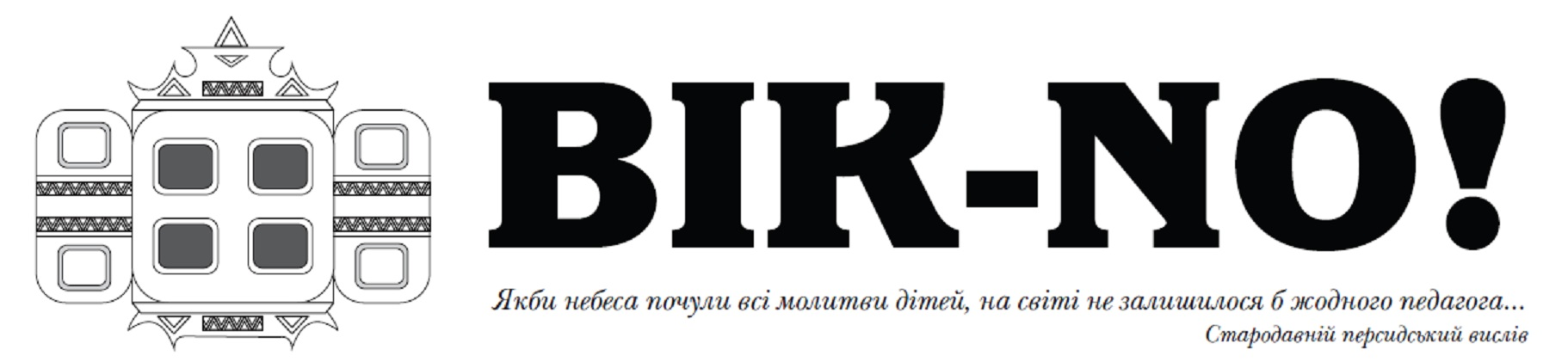
Логотип газети, 2006—2007

Загальноуніверситетське тиражоване видання у ПНПУ імені В. Г. Короленка не видавалося з часів «відлиги» (1960-ті роки). Останнім виданням, що інформувало про житєдіяльність студентського та викладацького колективів Полтавського педінституту було видання «За педагогічні кадри!» У часи незалежнгості на факультетах з'явилися окремі видання, тиражовані невеликими накладами (до 50 примірників) за допомогою дрібної офісної техніки (як то «Філолог» філологічного факультету, «Історик» історичного тощо).
Ідея створення загальноуніверситетського видання належала осердю Студентського наукового товариства ПНПУ — Ю. Кращенку та О. Лук'яненку. Ініціатива була підтримана проректором з наукової роботи, д.ф-м.н., проф. В. Лагном. 17 листопада 2006 року було прийняте рішення про утворення редакційної колегії та обрано головного редактора та первинний склад редакційної колегії, шляхом кооптації представників з кожного факультету вищого навчального закладу.
Первинно видання мало бути друкованим органом Студентського наукового товариства та висвітлювати питання науки у виші. Проте, уже за місця роботи редакційної колегії формат видання змінився.

## Тематика видання

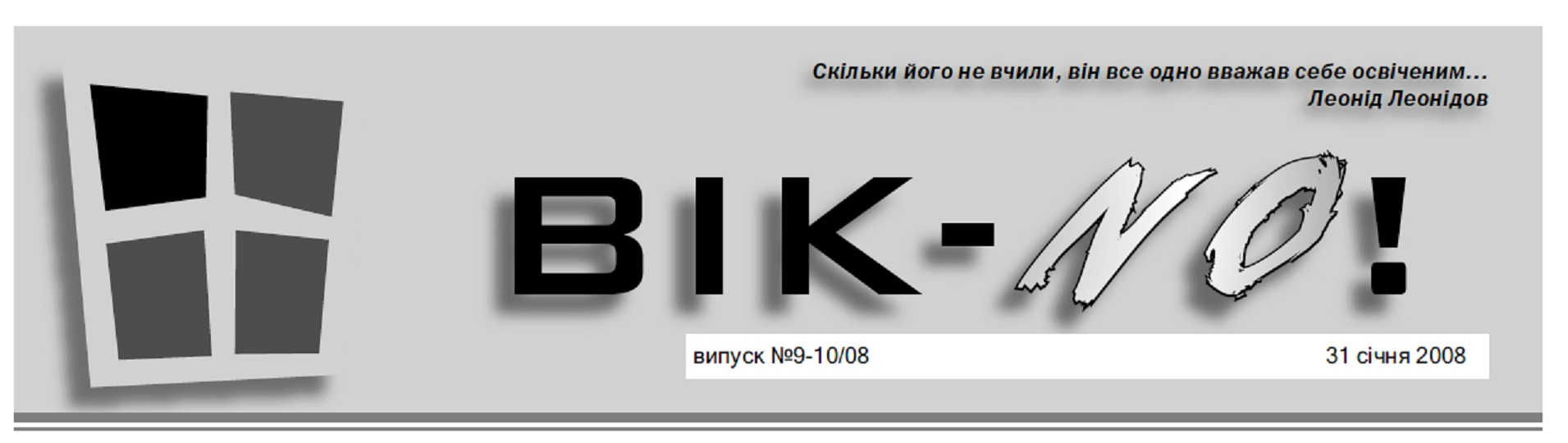
Логотип газети, 2007—2008

Видання позиціонувало себе як «Газета студентства ПДПУ». Протягом 2006—2009 років воно було єдиним незалежним від керівних органів молодіжним виданням Полтавських вишів. На відміну від періодики ПУСКУ чи ПДАА діяльності ректорату та іншого керівництва приділялося мінімум уваги. Газета ставала трибуною для висловлення незгоди з позицією керівництва факультетів, університету, окремих особистостей з приводу мови, національної пам'яті, екології міста, господарського стан у виші, бюрократизму навчального процесу, «культотворення» тощо.
Проблеми, підняті на сторінках видання, виходили далеко за межі проблем унівреситету, торкаючись суспільно-важливих проблем міста, області та держави.
За час існування видання із 8 сторінкового чорно-білого перетворилося на 24-36 сторінкове кольорове. Наклад зі 100 примірників зріс до 500 і демонстрував тенденції до подальшого зростання. Газету читали у педагогічному виші, університетах міста та по області.

## Редакційна колегія

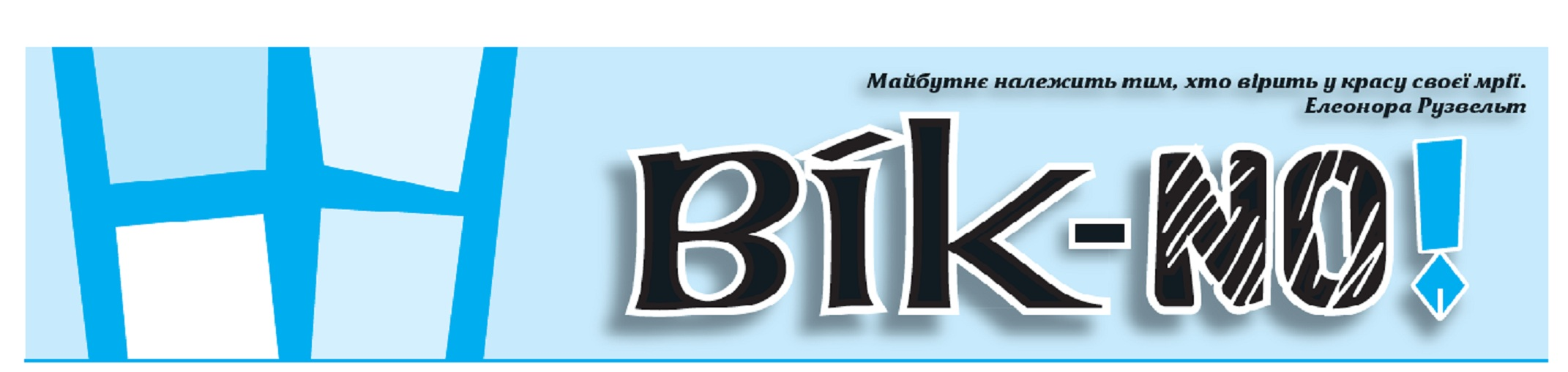
Логотип газети, 2008—2009

З листопада 2006 по вересень 2009 газету очолював О. Лук'яненко (з вересня по листопад 2009 рр. — як шеф-редактор видання). За активну громадянську позицію, внесок у розвиток демократичних інституцій області, був нагороджений почесними грамотами Полтавської міськради у 2007 та 2009 роках. Певний час перебував в опозиції до органів студентського самоврядування ПНПУ та міста Полтави, за що був підданий критиці, «позбавлений» відзнаки 2007 року, декілька разів «знімався» з посади разом із розпуском газети за «наклепницьку інформаційну діяльність». Проте, газета функціонувала й надалі.
З вересня по листопад 2009 — головний редактор С. Оленець. Газета призупинила існування, коли видання заступило організоване за ініціативи ректорату офіційне видання ПНПУ «Університетський час».
З вересня 2010 по травень 2011 — головний редактор К. Донченко. За головування К. Донченка відновлена діяльність газети «ВІК-NO!» відзначилась нетривким відродженням студентської ініціативи. Однак, масштабу видання попередніх років та його впливу на внутрішнє житті вишу так і не було досягнуто.
Редакційна колегія складалася з 18-20 чоловік, які первинно об'єднували усі факультети вишу за пропорційним представництвом.